# Чердаклинское городское поселение
Черда́клинское городско́е поселе́ние — муниципальное образование в составе Чердаклинского района Ульяновской области. Административный центр — рабочий посёлок Чердаклы.

## Население
| 2010    | 2012    | 2013    | 2014    | 2015    | 2016    | 2017    |
| ------- | ------- | ------- | ------- | ------- | ------- | ------- |
| 12 645  | ↘12 605 | ↗12 637 | ↗12 701 | ↗12 749 | ↗12 760 | ↘12 732 |
| 2018    | 2019    | 2020    | 2021    |         |         |         |
| ↗12 741 | ↘12 632 | ↘12 483 | ↗13 261 |         |         |         |

## Состав городского поселения
В состав поселения входят 3 населённых пункта — 1 рабочий посёлок, 1 село и 1 посёлок.
| № | Населённый пункт | Тип населённого пункта                  | Население |
| - | ---------------- | --------------------------------------- | --------- |
| 1 | Енганаево        | село                                    | ↘1015     |
| 2 | Лесная быль      | посёлок                                 | 190       |
| 3 | Чердаклы         | рабочий посёлок, административный центр | ↗12 084   |